# CTAN
CTAN, the Comprehensive TeX Archive Network är ett världsomspännande nätverk för arkivering och distribution av program som implementerar eller stöder TeX.
CTAN var inspirationen för det motsvarande nätverket för Perl-användare, CPAN.